# Xylionulus pusillus
Xylionulus pusillus is een keversoort uit de familie boorkevers (Bostrichidae). De wetenschappelijke naam van de soort is voor het eerst geldig gepubliceerd in 1871 door Fahraeus.